# Casino (teater)
Ej att förväxla med Kasino-Teatret

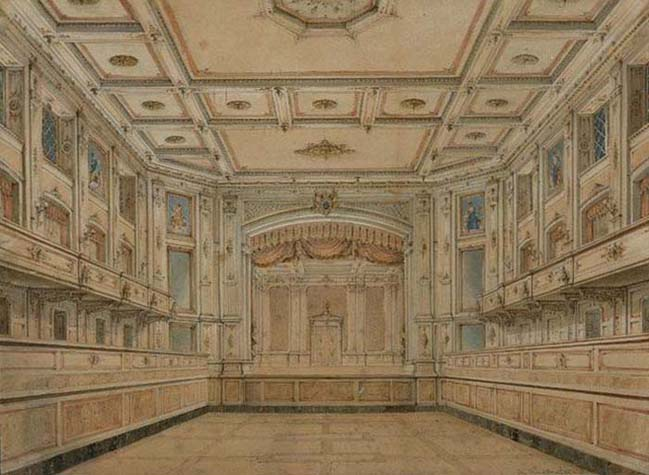
Casinos stora sal.

Casino eller Casinotheatret, var en historisk teater i Köpenhamn i Danmark, verksam mellan 1847 och 1939. Det var den första teatern som uppfördes i Köpenhamn efter Det Kongelige Teater, som dittills haft monopol. 
Casino byggdes ursprungligen som en del av Tivoli, men fungerade inte som tänkt och redan året därpå öppnades teaterverksamheten under Hans Wilhelm Lange. Här ägde Casinomötet rum, som var en av de saker som utlöste marsrevolutionen 1848. Teatern blev mycket populär och var länge en framgångsrik rival till den kungliga teatern. Det beskrivs som en mer folklig teater i jämförelse med den kungliga. Flera pjäsförfattare som inte haft framgång på den kungliga teatern fick istället sina pjäser uppsatta här, bland dem H.C. Andersen, Hostrup och Overskou. 
Den lades ned 1939, när biograferna började konkurrera ut scenkonsten. Byggnaden, som låg vid Sankt Annæ Plads i Frederiksstaden, revs 1960. 